# Arsen Gitinov
Arsen Gitinov (n. 1 iunie 1977, Tlondoda⁠(d), Tsumadinsky District⁠(d), RSFS Rusă, URSS) este un luptător ce a reprezentat Kârgâzstan, medaliat olimpic. A participat la 2 ediții ale Jocurilor Olimpice (2000, 2008) în care a câștigat o medalie de argint.